# Йохан VII фон Залм-Райфершайд
Йохан VII фон Залм-Райфершайд (на немски: Johann VII von Salm-Reifferscheid; * ок. 1440; † между 23 юни и 15 ноември/26 декември 1479) е граф на Залм и господар на Райфершайд.

## Биография
Той е син на Йохан VI фон Залм-Райфершайд († 1475) и съпругата му Ирмгард фон Вефелингхофен († 1474), наследничка на Алфтер, дъщеря на Вилхелм II фон Вефелингхофен († 1452) и Рихарда фон Алфтер († 1425). Брат му Петер († 1505) е граф на Залм-Райфершайт-Дик.
Йохан VII се жени Филипина фон Нойенар (* ок. 1445; † 27 юни 1494, погребана в Райфершайд), господарка на Хакенбройч, дъщеря на граф Гумпрехт II фон Нойенар, Лимбург ан дер Лене, господар на Алпен-Бедбург († 1484), и графиня Маргарета фон Лимбург († 1479). Бракът е бездетен.
Гробът на съпрузите се намирал в Св. Мария ад Ортум.